# Гилман, Билли
Билли Гилман (англ. Billy Gilman, полное имя William Wendell Gilman III, родился 24 мая 1988 года) — американский кантри-певец и автор песен.

## Биография

### Ранние годы
Билли Гилман родился 24 мая 1988 года в Уэстерли, Род-Айленд.

### Карьера
В 2000 году Билли Гилман дебютировал с синглом «One Voice». В этом же году вышел и одноимённый альбом, вскоре ставший «платиновым» (продано более 2 млн копий). Позднее были выпущены альбомы «Classic Christmas» и «Dare to Dream», оба ставшие «золотыми».
В сентябре 2001 года на концерте, посвящённом 30-летию сольной карьеры Майкла Джексона, исполнил песню «Ben».
В 2016 году Гилман занял 2 место в 11 сезоне американской версии шоу «Голос».

### Личная жизнь
В ноябре 2014 года признался, что он гей.

## Дискография

### Альбомы
| Год  | Альбом                                                                                      | Позиция в чартах | Позиция в чартах | Позиция в чартах | Статус                                    |
| Год  | Альбом                                                                                      | US Country       | US 200           | US Indie         | Статус                                    |
| ---- | ------------------------------------------------------------------------------------------- | ---------------- | ---------------- | ---------------- | ----------------------------------------- |
| 2000 | One Voice                                                                                   | 1                | 22               |                  | 2×платиновый (продано более 2 млн дисков) |
| 2000 | Classic Christmas                                                                           | 4                | 42               |                  | Золотой                                   |
| 2001 | Dare to Dream                                                                               | 6                | 45               |                  | Золотой                                   |
| 2003 | Music Through Heartsongs: Песни на стихи юного поэта Мэтью Степанека (Mattie J.T. Stepanek) | 15               | 109              |                  |                                           |
| 2005 | Everything and More                                                                         | 39               |                  | 17               |                                           |
| 2006 | Billy Gilman                                                                                | 55               |                  | 29               |                                           |

### Видеоклипы
| Год  | Название                                  | Режиссёр        |
| ---- | ----------------------------------------- | --------------- |
| 2000 | One Voice                                 | Trey Fanjoy     |
| 2000 | Oklahoma                                  | Trey Fanjoy     |
| 2000 | Warm and Fuzzy                            | David McClister |
| 2001 | There’s a Hero                            | Brent Hedgecock |
| 2001 | She’s My Girl                             | Brent Hedgecock |
| 2001 | Elisabeth                                 | Shaun Silva     |
| 2003 | I Am (Shades of Life)                     |                 |
| 2005 | Everything and More                       | Alec Asten      |
| 2005 | Hey, Little Suzie (The Cause of All That) | Alec Asten      |